# Římskokatolická farnost Dvory nad Lužnicí
Římskokatolická farnost Dvory nad Lužnicí je zaniklým územním společenstvím římských katolíků v rámci jindřichohradeckého vikariátu Českobudějovické diecéze.

## O farnosti

### Historie
Ves je prvně připomínána v roce 1499 a původně patřila do Dolních Rakous. Farnost zde byla zřízena v roce 1783. K 31. červenci 1920 bylo toto území (západní Vitorazsko) připojeno k Československu. Farnost ve Dvorech se stala součástí apoštolské administratury, podřízené Českobudějovické diecézi a v roce 1937 byla k této diecézi přičleněna přímo. Farnost zanikla dne 31.12.2019.
| Kostel                         | Místo             | Bohoslužba   | Bohoslužba | Poznámka            |
| ------------------------------ | ----------------- | ------------ | ---------- | ------------------- |
| Kostel Nanebevzetí Panny Marie | Dvory nad Lužnicí | neděle úterý | 9.00 17.00 | bývalý farní kostel |